# ECMO
Izvantjelesna membranska oksigenacija - ECMO (od engleskog extracorporeal membrane oxygenation), poznata i kao izvantjelesna potpora životu (engl. Extracorporeal Life Support, ECLS) djeluje tako što privremeno izvlači krv iz tijela kako bi omogućio umjetnu oksigenaciju crvenih krvnih stanica i uklanjanje ugljikovog dioksida. Općenito, koristi se ili nakon kardiopulmonalne premosnice ili u kasnoj fazi liječenja osoba s teškim zatajenjem srca i/ili pluća. U nekim centrima se koristi i u sklopu liječenja srčanog zastoja, što omogućuje liječenje temeljnog uzroka zastoja dok ECMO podržava cirkulaciju i oksigenaciju. ECMO se također koristi za potporu organa pacijenata s akutnom virusnom upalom pluća povezane s COVID-19 u slučajevima kada umjetna ventilacija nije dovoljna za održavanje adekvatne oksigenacije krvi.  

## Medicinska upotreba
Smjernice koje opisuju naznake i praksu ECMO -a objavila je Extracorporeal Life Support Organization (ELSO). Kriteriji za pokretanje ECMO -a razlikuju se od institucije do ustanove, ali općenito uključuju akutni teški zatajenje srca ili pluća koji je potencijalno reverzibilan i ne reagira na konvencionalno liječenje. Primjeri kliničkih situacija koje mogu potaknuti početak ECMO -a uključuju sljedeće:
- Hipoksemično respiratorno zatajenje s omjerom napetosti arterijskog kisika u odnosu na udjel inspiriranog kisika (PaO2/FiO2) <100 mmHg unatoč optimizaciji postavki ventilatora, uključujući udio unesenog kisika (FiO2), pozitivni tlak na kraju izdisaja (PEEP), i omjer inspiracije prema ekspiraciji (I: E)
- Hiperkapnična respiratorna insuficijencija s arterijskim pH <7,20
- Vatrostalni kardiogeni šok
- Srčani zastoj
- Neuspjeh u odvikavanju od kardiopulmonalne premosnice nakon operacije srca
- Kao most do transplantacije srca ili postavljanja ventrikularnog pomoćnog uređaja
- Kao most do transplantacije pluća
- Septički šok kontroverznija je, ali se sve više proučava upotreba ECMO -a
- Hipotermija, s temperaturom jezgre između 28 i 24 ° C i srčanom nestabilnošću, ili s temperaturom jezgre ispod 24 ° C.[1]

Čini se da u onih sa srčanim zastojem ili kardiogenim šokom poboljšava preživljavanje i dobre ishode.

### Primjena u pacijenata s COVID-19
Početkom veljače 2020., liječnici u Kini sve više koriste ECMO kao pomoćnu potporu pacijentima s akutnom virusnom upalom pluća povezane s infekcijom SARS-CoV-2 (COVID-19), čak i nakon ventilacije, razina oksigenacije krvi ostaje previše niska za izdržavanje pacijenta. Prvi izvještaji ukazuju na to da pomaže u obnavljanju zasićenja krvi pacijenta kisikom i smanjenju smrtnih slučajeva u približno 3% teških slučajeva u kojima je korišten. Za kritično bolesne bolesnike, stopa smrtnosti smanjuje se s oko 59-71% s konvencionalnom terapijom na približno 46% s ekstrakorporalnom membranskom oksigenacijom. Naslovna stranica Los Angeles Timesa iz ožujka 2021. ilustrirala je učinkovitost ECMO -a kod iznimno izazovnog pacijenta s COVID -om.

### Ishodi
Rane studije pokazale su korist od preživljavanja upotrebom ECMO -a za osobe s akutnim respiratornim zatajenjem, osobito u okruženju sindroma akutnog respiratornog distresa. Registar koji vodi ELSO za gotovo 51.000 ljudi koji su primili ECMO izvijestio je o rezultatima sa 75% preživljavanja za respiratorno zatajenje novorođenčadi, 56% preživljavanja za respiratorno zatajenje djece i 55% preživljavanja za respiratorno zatajenje odraslih. Druga opservacijska i nekontrolirana klinička ispitivanja zabilježila su stope preživljavanja od 50 do 70%. Ove prijavljene stope preživljavanja bolje su od povijesnih stopa preživljavanja. Iako se ECMO koristi za niz stanja s različitim stopama smrtnosti, rano otkrivanje ključno je za sprječavanje progresije pogoršanja i povećanje ishoda preživljavanja.
U Ujedinjenom Kraljevstvu, veno-venski ECMO raspored koncentriran je u određenim ECMO centrima kako bi se potencijalno poboljšala skrb i promicali bolji ishodi.

## Kontraindikacije
Većina kontraindikacija je relativna, uravnotežujući rizike postupka s potencijalnim koristima. Relativne kontraindikacije su:
1. Uvjeti nespojivi s normalnim životom ako se osoba oporavi
2. Postojeći uvjeti koji utječu na kvalitetu života (status CNS-a, maligni tumor u posljednjoj fazi, rizik od sustavnog krvarenja uz antikoagulaciju)
3. Starost i veličina
4. Uzaludnost: oni koji su previše bolesni, predugo su na konvencionalnoj terapiji ili imaju fatalnu dijagnozu.

## Neurološki
Uobičajena posljedica u odraslih osoba liječenih ECMO-om je neurološka ozljeda, koja može uključivati intracerebralno krvarenje, subarahnoidno krvarenje, ishemijski infarkt u osjetljivim područjima mozga, hipoksično-ishemijsku encefalopatiju, neobjašnjivu komu i smrt mozga. Krvarenje se javlja u 30 do 40% onih koji primaju ECMO i može biti opasno po život. To je zbog potrebne kontinuirane infuzije heparina i disfunkcije trombocita. Pažljiva kirurška tehnika, održavanje broja trombocita većim od 100.000/mm3 i održavanje ciljnog aktiviranog vremena zgrušavanja smanjuju vjerojatnost krvarenja.

### Krv
Trombocitopenija izazvana heparinom (HIT) sve je češća među osobama koje primaju ECMO. Kada se sumnja na HIT, infuziju heparina obično se zamjenjuje neheparinskim antikoagulansom.
Postoji retrogradni protok krvi u silaznoj aorti kad god se femoralna arterija i vena koriste za VA (veno-arterijski) ECMO. Zastoj krvi može nastati ako se ne održi izlaz lijeve klijetke, što može rezultirati trombozom.

### Most za pomoć uređaju
U VA ECMO -u, oni čija se srčana funkcija ne oporavi dovoljno da se odviknu od ECMO -a mogu se premostiti do ventrikularnog pomoćnog uređaja (VAD) ili transplantirati. Tijekom kanilacije mogu se pojaviti različite komplikacije, uključujući perforaciju žile s krvarenjem, disekciju arterija, distalnu ishemiju i pogrešno mjesto (npr. Venska kanila postavljena unutar arterije), ali ti se događaji javljaju vrlo rijetko.

### Djeca
Nedonoščad ima neprihvatljivo visok rizik od intraventrikularnog krvarenja (IVH) ako se ECMO daje u gestacijskoj dobi manjoj od 32 tjedna.

### Infekcije
Prevalencija bolnički stečenih infekcija tijekom ECMO-a je 10-12% (veća u usporedbi s drugim kritično bolesnim pacijentima). Koagulaza-negativni stafilokoki, Candida spp., Enterobacteriaceae i Pseudomonas aeruginosa najčešće su zahvaćeni uzročnici. ECMO pacijenti pokazuju visoku učestalost pneumonije povezane s ventilatorom (24,4 slučaja/1000 ECMO dana), a veliku ulogu igraju Enterobacteriaceae. Pokazalo se da se zarazni rizik povećava tijekom trajanja ECMO trčanja, što je najvažniji čimbenik rizika za razvoj infekcija. Drugi ECMO-specifični čimbenici koji predisponiraju infekcije uključuju ozbiljnost bolesti u ECMO pacijenata, visok rizik od bakterijske translokacije iz crijeva i oštećenje imunološkog sustava povezano s ECMO-om. Drugo važno pitanje je mikrobna kolonizacija katetera, ECMO kanila i oksigenatora.

## Vrste
Postoji nekoliko oblika ECMO -a; dva najčešća su veno-arterijski (VA) ECMO i veno-venski (VV) ECMO. U oba načina, krv ispuštena iz venskog sustava oksigenirana je izvan tijela. U VA ECMO, ova krv se vraća u arterijski sustav, a u VV ECMO krv se vraća u venski sustav. U VV ECMO -u nije osigurana srčana podrška.

### Veno-arterijski
U veno-arterijskom (VA) ECMO-u, venska kanila obično se postavlja u desnu ili lijevu zajedničku femoralnu venu radi ekstrakcije, a arterijska kanila se obično stavlja u desnu ili lijevu femoralnu arteriju radi infuzije. Vrh femoralne venske kanile treba održavati blizu spoja donje šuplje vene i desnog atrija, dok se vrh fenilne arterijske kanile održava u ilijačnoj arteriji. U odraslih je poželjan pristup femoralnoj arteriji jer je umetanje jednostavnije. Središnji VA ECMO može se koristiti ako je kardiopulmonalna premosnica već uspostavljena ili je izvedena hitna ponovna sternotomija (s kanilama u desnom atriju (ili SVC/IVC za popravak trikuspidalnog kanala) i uzlaznom aortom).
VA ECMO obično je rezerviran kada je nativna srčana funkcija minimalna za ublažavanje povećanog rada srčanog udara povezanog s pumpanjem protiv retrogradnog toka koji isporučuje aortna kanila.

### Veno-venski
U veno-venskom (VV) ECMO-u, kanile se obično postavljaju u desnu zajedničku femoralnu venu za drenažu i desnu unutarnju vratnu venu za infuziju. Alternativno, kateter s dvostrukim lumenom umetnut je u desnu unutarnju vratnu venu, odvodeći krv iz gornje i donje šuplje vene i vraćajući je u desni atrij.

## Pokretanje
ECMO bi trebali provoditi samo kliničari s obukom i iskustvom u pokretanju, održavanju i prekidu. ECMO umetanje obično izvodi u operacijskoj sali kardiotorakalni kirurg. ECMO upravljanje obično obavlja registrirana medicinska sestra, respiratorni terapeut ili perfuzionist. Nakon što je odlučeno pokrenuti ECMO, pacijenta se antikoagulira intravenoznim heparinom kako bi se spriječilo zgrušavanje tromba iz oksigenatora. Prije početka, daje se IV bolus heparina i mjeri se kako bi se osiguralo da je vrijeme aktiviranog zgrušavanja (ACT) između 300 i 350 sekundi. Nakon što je ACT između ovog raspona, može se započeti ECMO, a nakon toga započinje kapanje heparina kao doza održavanja.

### Kanulacija
Kanile se mogu staviti perkutano Seldinger -ovom tehnikom, relativno jednostavnom i uobičajenom metodom za pristup krvnim žilama ili kirurškim rezanjem. Najveće kanile koje se mogu staviti u posude koriste se kako bi se povećao protok i smanjilo smicanje.
ECMO potreban za komplikacije nakon kardiokirurške operacije može se staviti izravno u odgovarajuće komore srca ili velikih krvnih žila. Centralna kanilacija putem lateralne torakotomije omogućuje pacijentima koji čekaju transplantaciju pluća da ostanu nesedatirani i ambulantni.

### Titracija
Nakon kanulacije i spajanja na ECMO krug, odgovarajuća količina protoka krvi kroz ECMO krug određuje se pomoću hemodinamičkih parametara i fizičkog pregleda. Ciljevi održavanja perfuzije krajnjih organa putem ECMO kruga uravnoteženi su s dovoljnim fiziološkim protokom krvi kroz srce kako bi se spriječilo zastoj i kasnije stvaranje krvnog ugruška.

## Održavanje
Nakon što se postignu početni respiratorni i hemodinamički ciljevi, protok krvi održava se tom brzinom. Česte procjene i prilagođavanja omogućuju kontinuirana venska oksimetrija, koja izravno mjeri zasićenje krvi oksihemoglobinom u venskom udu ECMO kruga.

### Posebna razmatranja
VV ECMO se obično koristi za zatajenje disanja, dok se VA ECMO koristi za zatajenje srca. Za svaku vrstu ECMO -a postoje jedinstvena razmatranja koja utječu na upravljanje.

#### Protok krvi
Za vrijeme VV ECMO-a obično se žele gotovo maksimalne brzine protoka kako bi se optimizirala isporuka kisika. Nasuprot tome, brzina protoka korištena tijekom VA ECMO -a mora biti dovoljno visoka da osigura odgovarajući perfuzijski tlak i vensku zasićenost oksihemoglobinom (mjereno na drenažnoj krvi), ali dovoljno niska da osigura dovoljno prednaprezanje za održavanje izlaza lijeve klijetke.

#### Diureza
Budući da je većina ljudi preopterećena tekućinom pri pokretanju ECMO-a, agresivna diureza je opravdana kada je pacijent stabilan na ECMO-u. Ultrafiltracija se lako može dodati u ECMO krug ako pacijent ima neadekvatnu količinu urina. ECMO "brbljanje" ili nestabilnost ECMO valnih oblika predstavlja nedovoljno oživljavanje i podržalo bi prestanak agresivne diureze ili ultrafiltracije.

#### Monitoring lijeve klijetke
Izlaz lijeve klijetke strogo se prati tijekom VA ECMO -a jer se funkcija lijeve klijetke može poremetiti zbog povećanog naknadnog opterećenja, što zauzvrat može dovesti do stvaranja tromba u srcu.

## Odvikavanje i prekid
Za one s respiratornim zatajenjem, poboljšanja u radiografskom izgledu, plućna usklađenost i zasićenje arterijskog oksihemoglobina ukazuju na to da je osoba možda spremna za skidanje ECMO potpore. Za one sa srčanim zatajenjem, povećana pulsacija aorte korelira s poboljšanim izlazom lijeve klijetke i ukazuje na to da su možda spremni za skidanje ECMO potpore. Ako su svi markeri u dobrom stanju, protok krvi kroz ECMO polako će se smanjivati, a pacijenti će se tijekom tog vremena promatrati parametre kako bi se osiguralo da pacijent može podnijeti promjene. Kad su protoci ispod 2 litre u minuti, pokušava se trajno uklanjanje i pacijent se nastavlja pratiti tijekom tog vremena sve dok se kanile ne mogu ukloniti.

### Veno-venski pokušaj oslobađanja ECMO-a
VV ECMO ispitivanja provode se uklanjanjem svih protustrujnih plinova za čišćenje kroz oksigenator. Izvantelesni protok krvi ostaje konstantan, ali se ne događa prijenos plina. Zatim se promatraju nekoliko sati, tijekom kojih se određuju postavke ventilatora koje su potrebne za održavanje odgovarajuće oksigenacije i ventilaciju izvan ECMO -a, kako pokazuju rezultati arterijske i venske krvi.